# Абиде-султанија (ћерка Мурата III)
Абиде-султанија (тур. Abide Sultan) је била ћерка Мурата III. 

## Биографија
Абиде-султанија је ранијих година погрешно идентификована као ћерка Ахмета I. Међутим, последње студије доказале су да султан Ахмед никада није имао ћерку по имену Абиде.
Утвђено је да је ова султанија примила дарове дубровачких поликсара 1642. године као супруга Сулун Муслу-паше, који је 1613. године оженио једну од кћери Мурата III.
Абиде-султанија је умрла за време владавине султана Ибрахима, пре 1648. године.